# 泼机镇
泼机镇是中国云南省昭通市镇雄县下辖的一个镇。

## 行政区划
泼机镇下辖以下地区：
泼机村、庙山村、鹿角村、平天村、张基屯村、瓜娃村、李官营村、大院子村、亨地村、长松林村、堵密村、关门山村、摆洛村和老包寨村。